# Helicopsyche montana
Helicopsyche montana là một loài Trichoptera trong họ Helicopsychidae. Loài này komt voor in Mexico.